# Журналістська премія імені Василя Симоненка
Журналістська премія імені Василя Симоненка — нагорода для вшанування пам'яті поета Василя Симоненка. Її присуджують щорічно українським журналістам, які чесно, об'єктивно, у симоненківському дусі висвітлюють складне сьогодення, дотримуючись при цьому Етичного кодексу українського журналіста.
2013 року Лубенський медіаклуб заснував цю премію. Рішення журі опубліковується до 13 грудня — дня смерті Василя Симоненка. Вручають нагороду до дня народження поета – 8 січня, в його рідному селі Біївцях.

## Лауреати

### 2013
- Олена Сатдарова (Лубни),
- Тетяна Чорновол (Київ)[1]

### 2014
- Людмила Кучеренко / Стельмах (Полтава),
- Олександр Панченко (Лохвиця),
- Роман Черемський (Харків)[2]

### 2015
- Марина Франчук (Полтава, номінація друковані ЗМІ),
- Олександр Назарець (телекомпанія «Лубни», номінація телебачення),
- Олександр Тарасенко (засновник та редактор газети «Майдан свободи», посмертно)[3].[4]

### 2016
- Проненко Владислав Володимирович (Харків)[5]